# Eusebi Güell
Eusebi Güell i Bacigalupi, Conde de Güell (1846 Barcelona – 8. srpna 1918 Barcelona) byl katalánský průmyslník, politik a mecenáš.

## Životopis
Jeho rodiči byli úspěšný obchodník a průmyslník Joan Güell i Ferrer a šlechtična Francisca Bacigalupi. Eusebi Güell, který studoval právo a ekonomii v Barceloně, Francii a Anglii, pak úspěšně pokračoval v práci svého otce. Profitoval z rozvíjející se industrializace regionu začátkem 19. století, zejména v textilním průmyslu. Úspěšný byl i v podnikání s pozemky a nemovitostmi; ceny pozemků, jež v Barceloně vlastnil, se v důsledku rychlého rozrůstání města prudce zvyšovaly.
Byl také kultivovaným a skromným mecenášem umění a angažoval se i v sociálních projektech. Zaměstnanci jeho textilních továren, jako byla například Colònia Güell, měli dobré pracovní podmínky a četné sociální výhody.
V roce 1875 byl zvolen městským radním, v roce 1878 poslancem. Za své zásluhy byl španělským králem Alfonsem XIII. povýšen do šlechtického stavu.
Dnes je znám především pro svůj vztah s Antoni Gaudím.

## Güell a Gaudí

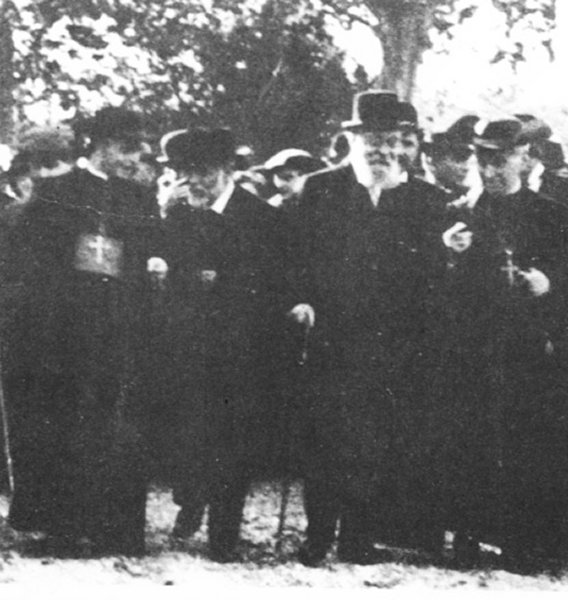
Gaudí a Güell na návštěvě Kolonie Güell, 1910

S Gaudím se seznámil v souvislosti s architektovo menší prací pro pařížskou Světovou výstavu 1878. Oba dva spojilo doživotní přátelství a obchodní vztah; blízcí si byli i hlubokým náboženským cítěním. Gaudího uvedl do vyšší společnosti a zprostředkoval mu další zakázky.
V roce 1884 získal pro Gaudího zakázku na stavbu oplocení včetně vstupní brány svého sídla (Pavellons Güell). O dva roky později byla zahájena stavba Paláce Güell, nového rodinného sídla v Barceloně.
V roce 1898 pak pověřil Gaudího stavbou kostela v místě jeho továrny a sídla Colònia Güell v Santa Coloma de Cervelló nedaleko Barcelony. Kostel však zůstal po dlouhých přípravách a technických problémech nedokončen. Zbudována byla pouze krypta a portikus.
V roce 1900 započal Gaudí s výstavbou parku Güell. Původně zamýšlel vystavět zahradní město. Projekt se ale nepodařilo dokončit, neboť se nenašel dostatek zájemců pro plánovaných 60 vil. Vystavěny byly pouze 2 domy, ve kterých bydleli samotní stavitelé parku Güell a Gaudí. Po jeho smrti odkoupilo park město a zpřístupnilo jej veřejnosti.